# Johannes Posselius (el Viejo)

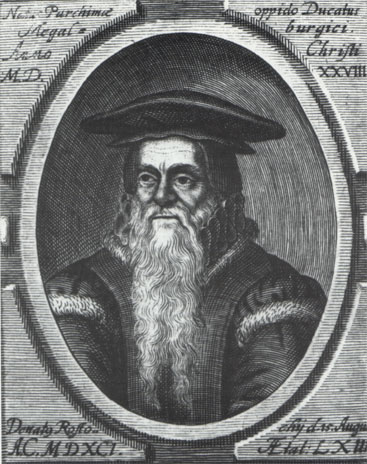
Johannes Posselius (el Viejo)

Johannes Posselius fue un teólogo, filólogo y helenista de Alemania nacido en 1528 y fallecido en 1591.

## Biografía
Posselius, nació en Parchim, en el ducado de Mecklemburgo, y después de acabar sus estudios de letras y teología, fue admitido al Santo Ministerio y después desempeñó la cátedra de literatura griega en la Academia de Rostock, cumpliendo con distinción su cometido. Es el padre de Johannes Posselius (el Joven).
Como escritor, dejó una colección de ejemplos sobre los mejores autores de caligrafía oratoria griega con las explicaciones que después de la muerte del autor fue aumentada en más de una tercera parte, dos tablas o índices, el uno en griego y el otro latino para facilitar las notas y los catálogos que citan la ediciones de Franckfurt, Hainau, París, Génova y Padua.

## Obras
- Parafrasis en versos griegos de los Evangelios, sintaxis griega, Wittemberg, 1560, en 8.º.
- De laudibus linguae graecae et Isocratis, A. Bircknanmi, 1564.
- Caligrafía oratoria de la lengua griega, Franckkfort, 1582, en 8.º.
- Regulae Vitae,..., Myliander, 1582.
- Libelo de los coloquios de las familias, en griego y en latín, 1586, en 8.º (al menos 10 distintas ediciones en Alemania).
- Oikeion dialogon biblion Ellenisti kai romanisti, Lehmann, 1588.
- Disputatio theologica de Baptismo, Pedanus, 1616.
- Apophthegmata Graecolatina, Kessinger Publishing, 2009.